# Білоус-Савченко Володимир Іванович
Володи́мир Іва́нович Білоу́с-Са́вченко (нар. ? — пом. ?) — старшина Дієвої армії УНР.

## Життєпис
У російській армії — молодший офіцер.
1918 року був одним з організаторів Українського Вільного Козацтва на Катеринославщині. З 22 січня до 10 лютого 1919 року обіймав посаду начальника штабу Південно-Східної групи Дієвої армії УНР. Даних про службу в Армії УНР у 1920–1921 роках не виявлено.
У 1920—30-х роках жив на еміграції у Празі. Закінчив філологічний факультет Карлового (Празького) університету, займався журналістикою.
Ймовірно, 1945 року був заарештований органами НКВС. Подальша доля невідома.